# آرنسبرگ

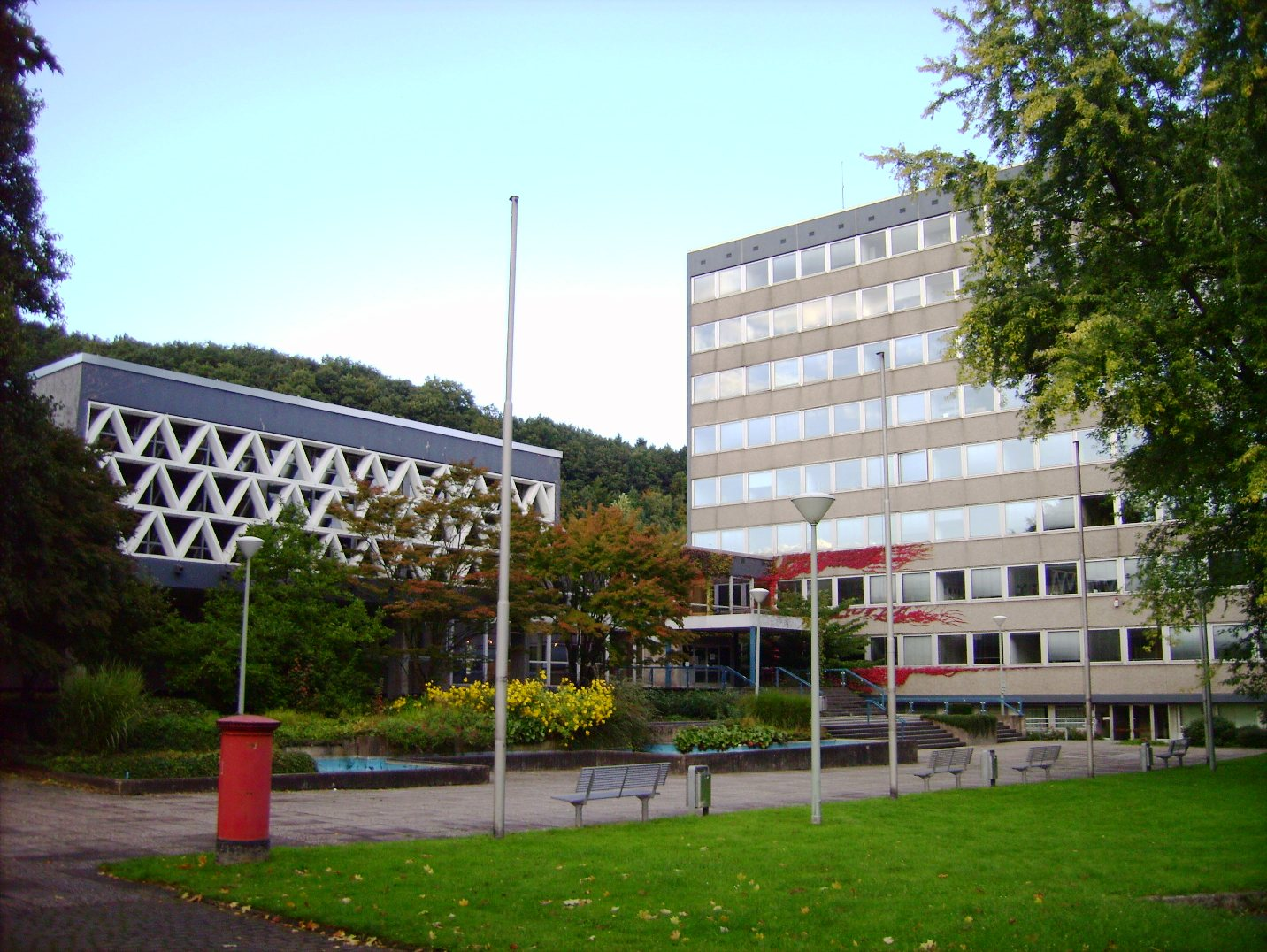
شهرداری شهر آرنسبرگ

آرنسبرگ (به آلمانی: Arnsberg) شهری در شرق ایالت نوردراین-وستفالن آلمان است. از این شهر یک بزرگراه می‌گذرد. رود روهر نیز ار این شهر عبور می‌کند. از نظر کشاورزی زمین‌های این شهر منطقه مناسبی هستند.

## شهرهای خواهر
آرنسبرگ با شهرهای زیر خواهر است:
- 1956  دفنتر، هلند
- 1971  بیکسلی، بریتانیا
- 1974  البا لولیا، رومانی
- 1982  فوسیقمر، فرانسه
- 1992  آلسنو، لهستان
- 2011  کالتاجیرونه، ایتالیا